# Thesium triflorum
Thesium triflorum là một loài thực vật có hoa trong họ Santalaceae. Loài này được L. f. miêu tả khoa học đầu tiên.